# Сиди-Слиман (Уаргла)
Сиди-Слиман (араб. سيدي سليمان‎) — город и коммуна в северо-восточной части Алжира, в вилайете Уаргла. Входит в состав округа Мегарин.

## Географическое положение

Коммуна Сиди-Слиман

Город находится в северной части вилайета, на территории одного из оазисов северной Сахары, на расстоянии приблизительно 460 километров (по прямой) к юго-востоку от столицы страны Алжира. Абсолютная высота — 56 метров над уровнем моря.
Коммуна Мегарин граничит с коммунами Эль-Алия, Мегарин и Мнагер, а также с территорией вилайета Эль-Уэд. Её площадь составляет 635 км².

## Климат
Климат города характеризуется как аридный жаркий (BWh в классификации климатов Кёппена). Осадков в течение года выпадает крайне мало (среднегодовое количество — 65 мм). Средняя годовая температура составляет 21,5 °C. Средняя температура самого холодного месяца (января) составляет 10,1 °С, самого жаркого месяца (июля) — 33,4 °С.

## Население
По данным официальной переписи 2008 года численность населения коммуны составляла 8072 человека. Доля мужского населения составляла 50,3 %, женского — соответственно 49,7 %. Уровень грамотности населения составлял 80,7 %. Уровень грамотности среди мужчин составлял 87 %, среди женщин — 74,4 %. 4,4 % жителей Сиди-Слимана имели высшее образование, 14,8 % — среднее образование.

## Транспорт
К западу от города проходит национальная автодорога N3.